# Iván & AB
Iván & AB es un dueto de música cristiana urbana compuesto por los hermanos Rodríguez, Nelson Iván (Iván) y Herson Abraham (AB). Desde sus inicios, procuraron que fuesen productores musicales seculares quienes trabajasen sus álbumes, contando con Nesty, DJ Escobar y Fade, Echo, José «Gumz» Gómez, Efkto, entre otros, en sus proyectos discográficos, con colaboraciones de artistas reconocidos como Redimi2, Domingo Quiñones, David & Abraham, O'Neill, Melodie Joy, por mencionar algunos.
Por su álbum de 2007, Fe 101, estuvieron nominados en dos categorías de Premios AMCL, además de ser artistas principales en eventos de Expolit. Como dúo, aparecieron en Los vencedores, La iglesia de la calle, entre otros, ahora, luego de su separación, Iván Rodríguez, como artista solista ha colaborado en Trapstornadores, 20/20 y Sin Vergüenza.

## Integrantes

### Iván
Nació en 1985 y su nombre es Nelson Iván Rodríguez. Creció tocando percusión en las actividades de la iglesia y en conciertos de la escuela. Como cantante, ha participado en proyectos como Adoración y Alabanza: Bachatas, entre otros proyectos producidos por Lifehouse Music entre 2003 y 2004. Como drummer ha sido parte de proyectos como «El Trío» y en «Padre Nuestro», un proyecto junto a su abuelo Rafael Rivera, entre otros. Además, es el productor y arreglista del proyecto musical Los coritos en reggaeton.
Como artista solista, ha tenido participación con el nombre de Iván Rodríguez en Trapstornadores y 20/20 de Redimi2, Sin Vergüenza de 116 Clique y Cardec Drums, y participando en La resistencia de Redimi2 en 2020. En 2017, Efkto se desahogó en su cuenta de Instagram tras ser víctima de otros productores que "no le daban los créditos que merece" refiriéndose a O'Neill, incluyendo a Iván como coescritor en la canción «Rico Suave» de J Álvarez, luego que el sencillo recibiera una Certificación de Oro de la RIAA.

### AB
Nació en 1986 y su nombre es Herson Abraham Rodríguez. Además de la música, a AB le encantan las artes gráficas. Su gusto por el reggaeton comenzó con su mudanza a los Estados Unidos cuando tenía doce años. Sin embargo, lo que escuchaba en ese contagioso ritmo era solo secular y la letra de las canciones no le gustaba. En ese entonces, comenzó a soñar junto a Iván, con la oportunidad de hacer música en ese ritmo pero llevando un mensaje diferente.

## Carrera musical
En 2004, participaron en el álbum de Funky titulado Los Vencedores, con una canción que cubriría Cruzito posteriormente en otro recopilatorio titulada «Míralo, acéptalo». Su debut discográfico llegó en el álbum colaborativo de Spiritflow Music titulado Los coritos en reggaeton junto a Christian Warriors, donde el dúo interpretó el sencillo «Sin ti» que contó con vídeo oficial.
Su primera producción oficial titulada Iván y AB contó con la colaboración de Melodie Joy, David Disciple, y del rapero O'Neill (del dúo Joan & O'Neill), y la producción musical de DJ Nesty, Escobar y Echo. El sencillo del álbum fue la canción «Pensando en ti» junto a O'Neill, que es considerada una de las canciones clásicas y más relevantes del reguetón cristiano. Además, contó con vídeo oficial.
En 2007, llegó Fe 101, su segundo álbum que contó con la colaboración de O'Neill, los salseros Domingo Quiñones y David & Abraham, y la producción musical exclusiva de Escobar y Fade, productores musicales asociados a VI Music. Por este álbum fueron nominados en Premios AMCL a la categoría Mejor Álbum Urbano. Ese año, cerraron el evento Expolit, y participaron como invitados en el álbum Mi Turno de Double D y en el tema Te voy a amar de los Christian Warriors. Al siguiente año, participaron en la edición especial distribuida por Machete Music del álbum La iglesia de la calle de Gerardo Mejía, con la canción «One Call Away».
Luego de un largo tiempo fuera de los estudios de grabación, llegó su último álbum de estudio titulado Más allá producido por Efkto.
En 2016, fue la última aparición del dueto como artistas activos, donde cerraron el año con el tema «Pronto».
Posteriormente, Iván lanzaría su carrera solista como Iván Rodríguez. En esta faceta, participó en la canción «Alegría» y «La Cita» del álbum 20/20 de Redimi2. Apareció en el vídeo oficial de ambos sencillos. Para el álbum Sin Vergüenza de Reach Records, participó en la canción «Voy a amarte» junto al rapero norteamericano Byron Juane. En 2021, lanzó un sencillo titulado «Mariachi».

## Discografía

### Álbumes de estudio
- 2004: Los Coritos en Reggaeton (junto a Christian Warriors)
- 2005: Iván y AB
- 2007: Fe 101
- 2010: Más Allá

## Premios y reconocimientos
- 2007: Praise Music Awards: Dúo de Rap/ Reguetón del Año[29]